# HK 95 Považská Bystrica
HK 95 Považská Bystrica je slovenský hokejový klub založený roku 1938.

## Historie
Klub byl založen 7. září 1938. První hokejový zápas se uskutečnil v lednu 1939. Na upraveném tenisovém hřišti přivítali tým AC Nové Mesto, zápas prohráli 1:3. V sezóně 1943/1944 vyhráli mistrovství žilinské oblasti a vítězstvím v kvalifikačním zápase proti Prešovu postoupili do slovenské ligy, ve které se představilo 12 nejlepších mužstev Slovenska. V roce 1973 se začal stavět nový zimní stadión. V sezóně 1989/1990 postoupil do 1. SNHL, v soutěži se udrželi dvě sezóny. Následující postup do 1. hokejové ligy se podařil v ročníku 2000/2001, kdy vyhráli základní skupinu a baráž, ve které se zúčastnilo šest mužstev. Ve druhé nejvyšší slovenské lize působí dodnes.

## Názvy klubu
- 1938 – AC Považská Bystrica
- 1973 – ZVL Považská Bystrica
- 1995 – HK 95 Považská Bystrica

## Umístění

### Umístění ve 2. slovenské hokejové lize
| Sezona    | Umístění v ZČ      | Počet bodů v ZČ | Umístění celkově | Kapitán | Hlavní trenér |
| --------- | ------------------ | --------------- | ---------------- | ------- | ------------- |
| 1993/1994 | 6. (skupina střed) | 2               | 4.               | doplnit | doplnit       |
| 1995/1996 | 6. (skupina střed) | 7               | 6.               | doplnit | doplnit       |
| 1996/1997 | 4. (skupina střed) | 9               | 5.               | doplnit | doplnit       |
| 1997/1998 | 4. (skupina západ) | 14              | 4.               | doplnit | doplnit       |
| 1998/1999 | 1.                 | 38              | 1.               | doplnit | doplnit       |
| 1999/2000 | 1. (skupina západ) | 26              | 2.               | doplnit | doplnit       |
| 2000/2001 | 1. (skupina západ) | 24              | 1. (postup)      | doplnit | doplnit       |

### Umístění v 1. slovenské hokejové lize
| Sezona    | Umístění v ZČ | Počet bodů v ZČ | Umístění celkově | Kapitán | Hlavní trenér                  |
| --------- | ------------- | --------------- | ---------------- | ------- | ------------------------------ |
| 2001/2002 | 9.            | 28              | 9.               | doplnit | Ján Frolo                      |
| 2002/2003 | 9.            | 37              | 9.               | doplnit | doplnit                        |
| 2003/2004 | 11.           | 37              | 11.              | doplnit | Alojz Miklík                   |
| 2004/2005 | 9.            | 61              | 9.               | doplnit | Ján Frolo, Ján Šimčík          |
| 2005/2006 | 6.            | 69              | 4.               | doplnit | Ján Frolo, Svätopluk Kosík     |
| 2006/2007 | 5.            | 84              | 6.               | doplnit | Svätopluk Kosík                |
| 2007/2008 | 7.            | 73              | 7.               | doplnit | Juraj Pažický                  |
| 2008/2009 | 14.           | 52              | 14.              | doplnit | Ľuboš Meszároš                 |
| 2009/2010 | 9.            | 53              | 9.               | doplnit | Ľuboš Meszároš                 |
| 2010/2011 | 11.           | 45              | 11.              | doplnit | Ľuboš Meszároš                 |
| 2011/2012 | 11.           | 26              | 11.              | doplnit | Ľuboš Meszároš                 |
| 2012/2013 | 10.           | 38              | 10.              | doplnit | Jozef Čepan, Ján Zlocha        |
| 2013/2014 | 11.           | 34              | 10               |         | Ján Zlocha                     |
| 2014/2015 | 10.           | 23              | 10.              |         | Ľuboš Meszároš                 |
| 2015/2016 | 11.           | 32              | 11.              |         | Ľuboš Meszároš                 |
| 2016/2017 | 8.            | 33              | 8.               |         | Ľuboš Meszároš                 |
| 2017/2018 | 8.            | 44              | 8.               |         | Jozef Zavadil, Miroslav Nemček |
| 2018/2019 | 9.            | 56              | 10.              |         | Miroslav Nemček                |
| 2019/2020 | 9.            | 34              | 9.               |         | Juraj Firit                    |
| 2020/2021 | 8.            | 45              | 8.               |         | Július Pénzeš                  |
| 2021/2022 | 7.            | 68              | 9.               |         | Július Pénzeš                  |
| 2022/2023 | 8.            | 67              | 9.               |         | Július Pénzeš                  |
| 2023/2024 | 4.            | 76              | Bronzová medaile |         |                                |
| 2024/2025 | 3.            | 93              | Bronzová medaile |         |                                |